# Janusz Bieniek
Janusz Bieniek (ur. 20 sierpnia 1955) – polski kolarz szosowy zamieszkały w województwie dolnośląskim w Oleśnicy.

## Najważniejsze sukcesy
- 1976
  - 1. miejsce na 4. etapie Tour de Pologne
  - 3. miejsce w mistrzostwach Polski w kolarstwie szosowym – jazda indywidualna na czas
- 1977
  - 1. miejsce w klasyfikacji generalnej Settimana Ciclistica Bergamasca
  - 1. miejsce w prologu i na 10. etapie Milk Race
- 1978
  - 4. miejsce w klasyfikacji generalnej Tour de Pologne
- 1981
  - 1. miejsce w Rund um Düren
- 1984
  -  1. miejsce w klasyfikacji górskiej Tour de Pologne
  - 1. miejsce na 4. etapie Tour de Pologne